# Épsilon Sextantis
Épsilon Sextantis (ε Sex / ε Sextantis / 22 Sextantis) es una estrella de magnitud aparente +5,25 en la constelación de Sextans, el sextante. Se encuentra a 183 años luz de distancia de la Tierra. Forma parte del grupo de las Híades, asociado con el cúmulo del mismo nombre en la constelación de Tauro.
Épsilon Sextantis es una gigante amarilla de tipo espectral F2III y 7350 K de temperatura efectiva. Con un radio tres veces más grande que el radio solar, es 22 veces más luminosa que el Sol.
Las estimaciones de los contenidos de diversos elementos químicos mediante espectroscopia de alta resolución, muestran que los contenidos de carbono, hierro y oxígeno son mayores en Épsilon Sextantis que en el Sol, observándose la situación inversa en el caso del calcio.
Al comparar la abundancia de elementos en la atmósfera de gigantes y de variables Delta Scuti, se observa que la abundancia de algunos elementos más ligeros como oxígeno, sodio, silicio y posiblemente nitrógeno, es algo más baja en variables Delta Scuti que en gigantes de tipo espectral A-F.